# Performancyjny model wiedzy
Performancyjny model wiedzy jest jedną z odmian epistemologii ewolucyjnej.
Nazwa “performancyjny model wiedzy” i podstawowe idee pochodzą od Gonzalo Munévara. Zawarte zostały w jego pracy Radical Knowledge - A Philosophical Inquiry into the Nature and Limits of Science.

## Twórcy performancyjnego modelu wiedzy
Odmianą performancyjnego modelu wiedzy jest uhistoryczniony ewolucjonizm Kazimierza Jodkowskiego, szczegółowo rozwinięty w jego pracy "Metodologiczne aspekty kontrowersji ewolucjonizm-kreacjonizm".
Sedno modelu performancyjnego określa Jodkowski tak:
Jej istotą jest skuteczność działania na niej opartego (ang. performance, stąd nazwa modelu). [...] Jeśli korzystając z nauki gatunek człowieka może przystosować się do zmiennych okoliczności w giętki i innowacyjny sposób, to nauka właściwie spełnia swoją funkcję. Wiedza naukowa jest kluczowym składnikiem w dynamicznym oddziaływaniu gatunku Homo sapiens ze środowiskiem, w którym on żyje.

Performancyjny model wiedzy rozwijany jest w opozycji do modelu klasycznego (kontemplacyjnego), zgodnie z którym głównym celem nauki jest kontemplacja świata, a podstawowym założeniem, że nauka daje prawdziwy bądź zbliżony do prawdy obraz świata. 
W tradycyjnym sensie tego słowa "wiedzieć" to znać jak najwięcej faktów, posiadać jak najwięcej informacji.

Munevar zaproponował różne od tradycyjnego znaczenie słowa "wiedzieć". Wiem, wtedy, gdy potrafię się tak poruszać w świecie, że realizuję wyznaczone przez siebie cele. Przy takim znaczeniu nadanym słowu "wiedzieć" zadaniem nauki nie jest kontemplacja świata, lecz pomoc w radzeniu sobie w świecie. O wartości propozycji teoretycznych (teorii) decyduje wartość przeżycia (survival value) jaką dają teorie naukowe.
Jego zdaniem z dwóch konkurujących teorii, ta będzie lepsza, która umożliwia lepsze radzenie sobie z:
- (a) otaczającym nas środowiskiem;
- (b) nowymi środowiskami (czyli rozszerzanie dostępnego nam obszaru wszechświata);
- (c) zmieniającymi się środowiskami (czyli zwiększanie naszej elastyczności).

Nauka rozwija się wtedy, gdy: 
- (a) generuje nowe alternatywy;
- (b) popiera te alternatywy;
- (c) umożliwia selekcję najlepszych rozwiązań.

Mechanizm generowania alternatyw przypomina realizację feyerabendowskiej zasady proliferacji. Chodzi tu o rozpowszechnianie jak największej ilości teorii nie zważając na to, jak wyglądają ich szanse w porównaniu z innymi teoriami.
Mechanizm popierania alternatyw jest wersją feyerabendowskiej zasady wytrwałości (tenacity principle), zgodnie z którą dla nowo zaproponowane teorie wymagają okresu ochronnego, bowiem z reguły są słabiej opracowane od swoich rywalek. Dlatego należy taką nową teorię dalej uszczegóławiać nie zważając na jej tymczasową niezgodność z faktami, oczekując, że niezgodności takie, wraz z rozwojem teorii, znikną. Z równym uporem popierać należy zarzucone już teorie, bo mogą się jeszcze przydać.
Selekcja rozwiązań najlepszych nie przebiega wedle jakiegoś z góry przyjętego zbioru reguł metodologicznych - takiego zbioru nie ma. Mechanizmy selekcji uzależnione są od epoki, w której zachodzą.
Uhistoryczniony ewolucjonizm Jodkowskiego jest optymizmem poznawczym, antydogmatyzmem i teoretycznym pluralizmem. 
Sama nazwa pochodzi stąd, że z jednej strony jest to uhistoryczniona filozofia nauki, a z drugiej, że ewolucjonizm jest potraktowany przez niego jako podejście do analizy rozwoju zarówno indywidualnych, jaki zbiorowych procesów poznawczych. Odmienne podejście do zagadnienia uprawomocniania poznania teoretycznego odróżnia jego stanowisko od epistemologicznego ewolucjonizmu np. Poppera. Nauka nie jest pojmowana tu wyłącznie jako dążenie do prawdy. Jest to ujęcie względem takiego alternatywne. Fakt istnienia nauki traktowany jest tu ewolucyjnie, jako "kły" i "pazury" gatunku ludzkiego, umożliwiającego mu przetrwanie.
Optymizm poznawczy to antynihilizm, czyli ufność w zdolności poznawcze człowieka.
Antydogmatyzm to w tym przypadku nieuprzedzone podejście do badanych zagadnień. Świadczy o nim jego podejście do analiz kreacjonizmu, wolne od uprzedzeń, nie przesądzające z góry o jego nienaukowości.
Teoretyczny pluralizm w tym przypadku polega na dopuszczeniu i stosowaniu wielości metod przy uprawomocnianiu poznania teoretycznego. 
Czysta kontemplacja nie jest zadaniem nauki. Jest nim natomiast pomoc w radzeniu sobie w świecie i dlatego nauka musi być, przede wszystkim, skuteczna.
W modelu performancyjnym, jak go widzi Jodkowski, idzie o to, że o wartości nauki nie decyduje wartość logiczna, ale wartość przeżycia, jaką umożliwiają teorie naukowe. Z tej perspektywy funkcjonowanie niewspółmiernych teorii, nie tylko nie jest czymś niezwykłym, ale i pożądanym, zwiększa, bowiem, poprzez swą różnorodność, zdolność do przetrwania. Nie chodzi tu oczywiście o doraźną, bądź indywidualną zdolność do przetrwania, musi ona dotyczyć całego gatunku i być skuteczna przez dłuższy czas. Dąży, również, do wykazania ścisłego związku ciekawości (włącznie z dążeniem do prawdy) z użytecznością. Trudno zaprzeczyć, zwraca uwagę, że znakomita większość uczonych prowadzi swoje badania z ciekawości. Ale i równie trudno zaprzeczyć, że większość wyników naukowych ma praktyczne zastosowania. Pyta w związku z tym "czy ciekawość można przeciwstawiać wartości praktycznej?"
Sednem nieporozumienia jest konstatacja, od Arystotelesa przyjmowana jako dogmat, że ciekawość jest typowo ludzkim atrybutem. Powołując się na Konrada Lorenza, argumentuje, że ciekawość jest biologicznym mechanizmem, dzięki któremu rozmaite gatunki zwierząt, którym przyszło żyć w zmiennym środowisku, mogą się do otaczających ich zmian przystosować. Źródłem tak rozumianej ciekawości jest zabawa. Ta ostatnia dla większości gatunków, kończy się wraz z osiągnięciem fazy dojrzałości. Ale nie dla człowieka, u którego zachowania typu zabawowego nie znikają aż do późnej starości. Owemu szczęśliwemu przypadkowi przypisywać możemy powstanie nauki, a ewolucja, nawet w swych czysto biologicznych aspektach, jest, między innymi, zdobywaniem wiedzy.
Jak z powyższego widać, rozwój nauki pojmowany jest przez Jodkowskiego jako część skomplikowanego procesu biologicznej ewolucji, a nauka, widziana z tej perspektywy:
jest czynnikiem zwiększającym szanse na przetrwanie. Przetrwaniu sprzyja niekoniecznie prawda (choć czasami też), ale i np. harmonijny światopogląd ... Tylko historia może udzielić odpowiedzi, który światopogląd (religijny czy ateistyczny) będzie stanowić lepszą podstawę dla przyszłej cywilizacji.

## Podstawowa literatura
- Kazimierz Jodkowski, Kontemplatywny vs. performancyjny model wiedzy a Feyerabendowska krytyka nauki (miejsce nauki w hierarchii wartości różnych tradycji i form życia, "Studia Filozoficzne" 1989, nr. 10,
- Kazimierz Jodkowski, "Metodologiczne aspekty kontrowersji ewolucjonizm-kreacjonizm", "RRR 35", Wydawnictwo UMCS, Lublin, 1998,ISBN 83-227-1321-5
- Kazimierz Jodkowski, "Niewspółmierność. Studium przypadku: kontrowersja ewolucjonizm-kreacjonizm", wersja wirtualna: html/teksty/niewspolmiernosc.htm#ref2,
- Gonzalo Munévar, "Radical Knowledge: A Philosophical Inquiry into the Nature and Limits of Science", Avebury Publishing Company – England and Hackett Publishing Company, (bez miejsca wydania) 1981,
- Gonzalo Munévar, "The Connection Between Evolution and the Nature of Scientific Knowledge" [w] G.P. Scott & H.W. Wahner [eds.] 'Radiation and Cellular Response: Report of the Second John Lawrence Interdisciplinary Symposium on the Physical and Biomedical Sciences', Iowa State University Press, 1982.